# 根来治
根来 治（ねごろ おさむ、1895年（明治28年）1月24日 - 1971年（昭和46年）2月25日）は、日本の郷土史家である。号は鉄蕉。

## 経歴・人物
大阪府東鳥取村（後の東鳥取町、現在の阪南市）に生まれる。後に上京し早稲田大学に入学するが、中退し故郷に帰った。
後に同地で「鳥取史談会」の結成に携わり、同郷の郷土史家と共に東鳥取の歴史が書かれた『東鳥取村誌』の編纂の一人となった。なお、この著書は1958年（昭和33年）に刊行されている。その後は『鳥取郷史』の編纂にも携わるが編纂中に死去し、死去から2年後の1973年（昭和48年）に刊行された。